# NBA All-Star Weekend 2011
L'NBA All-Star Weekend 2011 svoltosi presso lo Staples Center di Los Angeles dal 18 al 20 febbraio 2011, vide la vittoria finale della Western Conference sulla Eastern Conference per 148 a 143.
Kobe Bryant dei Los Angeles Lakers venne nominato MVP della partita. Blake Griffin, dei Los Angeles Clippers, si è aggiudicato l'NBA Slam Dunk Contest. James Jones dei Miami Heat ha vinto l'NBA Three-point Shootout.
L'NBA Rookie Challenge è stato vinto dai Rookies (giocatori al 1º anno) sui Sophomores (giocatori al 2º anno) per 148 a 140. MVP della partita è stato John Wall dei Washington Wizards, il quale registra anche il nuovo record per assist effettuati nella partita fra giovani leve, 22.
Stephen Curry, dei Golden State Warriors ha vinto l'NBA Skills Challenge; mentre l'NBA Shooting Stars Competition è stato vinto dal team "Atlanta" composto da Al Horford, Coco Miller e Steve Smith.
Dopo due anni dalla prima edizione venne cancellato l'NBA H-O-R-S-E Competition di cui Kevin Durant rimarrà dunque campione imbattuto, avendo vinto le prime, ed uniche, due edizioni.
Domenica 20 febbraio 2011 si è svolto l'All Star Game tra le compagini di East e West. Alla vigilia gli addetti ai lavori NBA consideravano favorita la squadra della costa orientale, con all'interno almeno quattro legittimi pretendenti al titolo di MVP stagionale.
La squadra del West invece non poteva contare su Yao Ming, infortunato da inizio stagione ma comunque votato a valanga dai suoi connazionali, sostituito come starter da Kevin Love dei Minnesota Timberwolves.
La gara, sostanzialmente equilibrata, è terminata con la vittoria del West per 148-143.
MVP della partita è stato, per la quarta volta, Kobe Bryant dei Los Angeles Lakers, grazie ad una prestazione da 37 punti e 14 rimbalzi in 29 minuti.
Per il team dell'East va sottolineata la prestazione di LeBron James autore di una tripla doppia (29 punti, 12 rimbalzi e 10 assist).

## Venerdì

### NBA Rookie Challenge

#### Rookies
| Rookies               |                        |       |        |      |       |      |       |     |     |    |     |     |    |     |
| Giocatore             | Squadra                | MIN   | FG     | 3FG  | FT    | R.OF | R.DIF | RIM | AST | PF | RUB | PER | ST | PT  |
| Blake Griffin         | Los Angeles Clippers   | 13:47 | 7-10   | 0-1  | 0-0   | 0    | 3     | 3   | 0   | 2  | 0   | 2   | 1  | 14  |
| Landry Fields         | New York Knicks        | 25:33 | 6-8    | 2-3  | 1-1   | 1    | 5     | 6   | 3   | 0  | 2   | 0   | 2  | 15  |
| DeMarcus Cousins      | Sacramento Kings       | 26:53 | 15-24  | 0-1  | 3-5   | 6    | 8     | 14  | 1   | 3  | 3   | 1   | 1  | 33  |
| Gary Neal             | San Antonio Spurs      | 26:09 | 9-15   | 2-6  | 0-0   | 1    | 3     | 4   | 4   | 0  | 0   | 0   | 0  | 20  |
| John Wall             | Washington Wizards     | 28:56 | 5-9    | 0-1  | 2-4   | 0    | 2     | 2   | 22  | 0  | 2   | 5   | 0  | 12  |
| Riserve               |                        |       |        |      |       |      |       |     |     |    |     |     |    |     |
| Derrick Favors        | New Jersey Nets        | 17:16 | 4-6    | 0-0  | 1-2   | 0    | 0     | 0   | 1   | 1  | 0   | 1   | 0  | 9   |
| Wesley Johnson        | Minnesota Timberwolves | 25:53 | 10-15  | 3-5  | 2-2   | 0    | 1     | 1   | 1   | 0  | 1   | 2   | 0  | 25  |
| Eric Bledsoe          | Los Angeles Clippers   | 18:15 | 3-7    | 0-0  | 0-0   | 2    | 5     | 7   | 5   | 1  | 3   | 6   | 0  | 6   |
| Greg Monroe           | Detroit Pistons        | 17:18 | 5-6    | 0-0  | 4-6   | 6    | 2     | 8   | 3   | 0  | 1   | 0   | 0  | 14  |
| Totale                |                        | 200   | 64-100 | 7-17 | 13-20 | 16   | 29    | 45  | 40  | 7  | 12  | 17  | 4  | 148 |
| All. Mike Budenholzer |                        |       |        |      |       |      |       |     |     |    |     |     |    |     |

MIN: minuti. FG: tiri dal campo. 3FG: tiri da tre punti. FT: tiri liberi. R.OF: rimbalzi offensivi. R.DIF: rimbalzi difensivi. RIM: rimbalzi. AST: assist. PF: falli personali. RUB: palle rubate. PER: palle perse. ST: stoppate. PT: punti

#### Sophomores
| Sophomores          |                        |       |        |       |      |      |       |     |     |    |     |     |    |     |
| Giocatore           | Squadra                | MIN   | FG     | 3FG   | FT   | R.OF | R.DIF | RIM | AST | PF | RUB | PER | ST | PT  |
| Taj Gibson          | Chicago Bulls          | 18:17 | 4-7    | 0-1   | 0-0  | 2    | 0     | 2   | 0   | 0  | 1   | 1   | 1  | 8   |
| DeMar DeRozan       | Toronto Raptors        | 22:18 | 7-10   | 0-0   | 0-0  | 2    | 1     | 3   | 4   | 2  | 3   | 1   | 0  | 14  |
| DeJuan Blair        | San Antonio Spurs      | 26:29 | 14-21  | 0-1   | 0-0  | 7    | 8     | 15  | 2   | 4  | 2   | 2   | 2  | 28  |
| Stephen Curry       | Golden State Warriors  | 27:55 | 5-12   | 3-9   | 0-0  | 3    | 3     | 6   | 8   | 3  | 0   | 2   | 0  | 13  |
| Wesley Matthews     | Portland Trail Blazers | 21:13 | 5-10   | 3-7   | 2-2  | 0    | 4     | 4   | 6   | 1  | 0   | 1   | 0  | 15  |
| Riserve             |                        |       |        |       |      |      |       |     |     |    |     |     |    |     |
| Brandon Jennings    | Milwaukee Bucks        | 20:05 | 3-10   | 1-4   | 1-1  | 0    | 1     | 1   | 7   | 2  | 2   | 4   | 0  | 8   |
| Serge Ibaka         | Oklahoma City Thunder  | 19:34 | 6-10   | 2-2   | 0-0  | 4    | 1     | 5   | 1   | 2  | 1   | 1   | 2  | 14  |
| James Harden        | Oklahoma City Thunder  | 26:58 | 11-19  | 4-10  | 4-6  | 0    | 1     | 1   | 2   | 1  | 1   | 1   | 0  | 30  |
| Jrue Holiday        | Philadelphia 76ers     | 17:11 | 4-9    | 1-5   | 1-2  | 1    | 1     | 2   | 4   | 0  | 1   | 2   | 1  | 10  |
| Totale              |                        | 200   | 59-108 | 14-39 | 8-11 | 19   | 20    | 39  | 34  | 15 | 11  | 15  | 6  | 140 |
| All. Lawrence Frank |                        |       |        |       |      |      |       |     |     |    |     |     |    |     |

MIN: minuti. FG: tiri dal campo. 3FG: tiri da tre punti. FT: tiri liberi. R.OF: rimbalzi offensivi. R.DIF: rimbalzi difensivi. RIM: rimbalzi. AST: assist. PF: falli personali. RUB: palle rubate. PER: palle perse. ST: stoppate. PT: punti

## Sabato

### Slam Dunk Contest
| Giocatore                     | Primo turno | Finale |
| ----------------------------- | ----------- | ------ |
| Blake Griffin (L.A. Clippers) | 95          | 68%    |
| JaVale McGee (Washington)     | 99          | 32%    |
| Serge Ibaka (Oklahoma City)   | 90          |        |
| DeMar DeRozan (Toronto)       | 94          |        |

la finale sarà decisa dalle preferenze espresse via SMS dai tifosi

### Three-point Shootout
- Ray Allen, Boston Celtics
- Kevin Durant, Oklahoma City Thunder
- Daniel Gibson, Cleveland Cavaliers

- James Jones, Miami Heat
- Paul Pierce, Boston Celtics
- Dorell Wright, Golden State Warriors

in grassetto è indicato il vincitore

### NBA Skills Challenge
- Stephen Curry, Golden State Warriors
- Chris Paul, New Orleans Hornets
- Derrick Rose, Chicago Bulls

- John Wall, Washington Wizards
- Russell Westbrook, Oklahoma City Thunder

in grassetto è indicato il vincitore

### NBA Shooting Stars Competition
- Texas

 Dirk Nowitzki, giocatore Dallas Mavericks
 Roneeka Hodges, giocatrice San Antonio Silver Stars
 Kenny Smith, ex giocatore Houston Rockets
- Atlanta

 Al Horford, giocatore Atlanta Hawks
 Coco Miller, giocatrice Atlanta Dream
 Steve Smith, ex giocatore Atlanta Hawks
- Los Angeles

 Pau Gasol, giocatore Los Angeles Lakers
 Tina Thompson, giocatrice Los Angeles Sparks
 Rick Fox, ex giocatore Los Angeles Lakers
- Chicago

 Taj Gibson, giocatore Chicago Bulls
 Catherine Kraayeveld, giocatrice Chicago Sky
 Steve Kerr, ex giocatore Chicago Bulls
in grassetto è indicato il vincitore

## Domenica

### All-Star Game

#### Western Conference
| Western Conference  |                        |       |        |      |       |      |       |     |     |    |     |     |    |     |
| Giocatore           | Squadra                | MIN   | FG     | 3FG  | FT    | R.OF | R.DIF | RIM | AST | PF | RUB | PER | ST | PT  |
| Kevin Durant        | Oklahoma City Thunder  | 30:00 | 11-23  | 4-11 | 8-8   | 0    | 3     | 3   | 2   | 2  | 2   | 0   | 3  | 34  |
| Kobe Bryant         | Los Angeles Lakers     | 29:21 | 14-26  | 2-7  | 7-8   | 10   | 4     | 14  | 3   | 3  | 0   | 4   | 2  | 37  |
| Chris Paul          | New Orleans Hornets    | 28:32 | 3-7    | 2-3  | 2-2   | 1    | 3     | 4   | 7   | 5  | 0   | 3   | 3  | 10  |
| Carmelo Anthony     | Denver Nuggets         | 22:44 | 4-10   | 0-1  | 0-0   | 3    | 4     | 7   | 2   | 1  | 1   | 2   | 3  | 8   |
| Tim Duncan          | San Antonio Spurs      | 11:40 | 1-4    | 0-0  | 0-0   | 1    | 2     | 3   | 2   | 2  | 0   | 0   | 0  | 2   |
| Riserve             |                        |       |        |      |       |      |       |     |     |    |     |     |    |     |
| Pau Gasol           | Los Angeles Lakers     | 24:22 | 8-13   | 0-1  | 1-2   | 6    | 1     | 7   | 2   | 0  | 2   | 1   | 3  | 17  |
| Emanuel Ginóbili    | San Antonio Spurs      | 20:43 | 2-7    | 0-3  | 3-4   | 1    | 2     | 3   | 5   | 3  | 0   | 2   | 3  | 7   |
| Deron Williams      | Utah Jazz              | 17:53 | 2-7    | 1-3  | 0-0   | 0    | 1     | 1   | 7   | 1  | 1   | 2   | 0  | 5   |
| Blake Griffin       | Los Angeles Clippers   | 14:39 | 4-6    | 0-0  | 0-0   | 2    | 3     | 5   | 5   | 0  | 0   | 0   | 0  | 8   |
| Dirk Nowitzki       | Dallas Mavericks       | 14:14 | 3-8    | 0-1  | 0-0   | 0    | 5     | 5   | 1   | 1  | 1   | 0   | 0  | 6   |
| Russell Westbrook   | Oklahoma City Thunder  | 14:08 | 6-12   | 0-1  | 0-2   | 3    | 2     | 5   | 2   | 0  | 0   | 0   | 1  | 12  |
| Kevin Love          | Minnesota Timberwolves | 11:44 | 1-3    | 0-0  | 0-0   | 0    | 4     | 4   | 1   | 0  | 0   | 1   | 0  | 2   |
| Totale              |                        | 240   | 59-126 | 9-31 | 21-26 | 27   | 34    | 61  | 39  | 18 | 7   | 15  | 18 | 148 |
| All. Gregg Popovich | San Antonio Spurs      |       |        |      |       |      |       |     |     |    |     |     |    |     |

MIN: minuti. FG: tiri dal campo. 3FG: tiri da tre punti. FT: tiri liberi. R.OF: rimbalzi offensivi. R.DIF: rimbalzi difensivi. RIM: rimbalzi. AST: assist. PF: falli personali. RUB: palle rubate. PER: palle perse. ST: stoppate. PT: punti

#### Eastern Conference
| Eastern Conference |                 |       |        |      |       |      |       |     |     |    |     |     |    |     |
| Giocatore          | Squadra         | MIN   | FG     | 3FG  | FT    | R.OF | R.DIF | RIM | AST | PF | RUB | PER | ST | PT  |
| LeBron James       | Miami Heat      | 32:20 | 10-18  | 0-3  | 9-10  | 2    | 10    | 12  | 10  | 0  | 0   | 4   | 3  | 29  |
| Derrick Rose       | Chicago Bulls   | 29:56 | 5-13   | 0-1  | 1-2   | 1    | 2     | 3   | 5   | 1  | 0   | 1   | 0  | 11  |
| Amar'e Stoudemire  | New York Knicks | 28:04 | 11-20  | 1-2  | 6-6   | 3    | 3     | 6   | 2   | 0  | 1   | 1   | 0  | 29  |
| Dwight Howard      | Orlando Magic   | 21:17 | 2-4    | 0-2  | 1-2   | 2    | 5     | 7   | 1   | 1  | 0   | 2   | 4  | 5   |
| Dwyane Wade        | Miami Heat      | 20:16 | 6-9    | 0-1  | 2-2   | 1    | 3     | 4   | 2   | 1  | 0   | 4   | 2  | 14  |
| Riserve            |                 |       |        |      |       |      |       |     |     |    |     |     |    |     |
| Chris Bosh         | Miami Heat      | 20:56 | 7-10   | 0-1  | 0-1   | 2    | 3     | 5   | 2   | 0  | 1   | 3   | 0  | 14  |
| Rajon Rondo        | Boston Celtics  | 20:34 | 3-5    | 0-0  | 0-0   | 2    | 0     | 2   | 8   | 0  | 0   | 2   | 0  | 6   |
| Joe Johnson        | Atlanta Hawks   | 20:26 | 4-11   | 3-9  | 0-1   | 1    | 1     | 2   | 2   | 3  | 0   | 0   | 1  | 11  |
| Ray Allen          | Boston Celtics  | 17:09 | 4-9    | 2-7  | 2-2   | 1    | 3     | 4   | 2   | 0  | 0   | 1   | 2  | 12  |
| Paul Pierce        | Boston Celtics  | 11:12 | 2-6    | 1-3  | 1-2   | 0    | 1     | 1   | 2   | 0  | 0   | 3   | 0  | 6   |
| Al Horford         | Atlanta Hawks   | 10:20 | 1-3    | 0-0  | 0-0   | 1    | 2     | 3   | 0   | 0  | 1   | 0   | 2  | 2   |
| Kevin Garnett      | Boston Celtics  | 7:32  | 2-3    | 0-0  | 0-0   | 0    | 5     | 5   | 2   | 0  | 1   | 0   | 0  | 4   |
| Totale             |                 | 240   | 57-111 | 7-29 | 22-28 | 16   | 38    | 54  | 38  | 6  | 4   | 21  | 14 | 143 |
| All. Doc Rivers    | Boston Celtics  |       |        |      |       |      |       |     |     |    |     |     |    |     |

MIN: minuti. FG: tiri dal campo. 3FG: tiri da tre punti. FT: tiri liberi. R.OF: rimbalzi offensivi. R.DIF: rimbalzi difensivi. RIM: rimbalzi. AST: assist. PF: falli personali. RUB: palle rubate. PER: palle perse. ST: stoppate. PT: punti